# Гачки (станция)
Гачки — железнодорожная станция Санкт-Петербург-Витебского отделения Октябрьской железной дороги, расположена в 5 км от одноименной деревни, между остановочными пунктами 232 км и 238 км. Находится на расстоянии 234 км от Санкт-Петербурга, 11 км от Дно.

## История
Станция была построена  в 1922 году. С апреля 1975 года передана в состав Ленинград-Московского отделения.

## Путевое развитие
Путевое развитие включает в себя три пути, одну полуразрушенную боковую платформу и пост ДСП.

## Расписание поездов по станции Гачки

### Расписание пригородных поездов
На станции останавливаются 3 пары пригородных поездов маршрутов Дно — Оредеж и Дно — Сольцы.

### Расписание поездов дальнего следования
На станции Гачки техническую остановку имеет пассажирский поезд № 678 Великие Луки - Санкт-Петербург для скрещения с поездом № 677 Санкт-Петербург - Великие Луки (по состоянию на 17.01.2021). Остальные поезда на станции не останавливаются.
| № поезда  | Маршрут следования             | Время прибытия | Стоянка (мин) | Время отправления | Описание              |
| --------- | ------------------------------ | -------------- | ------------- | ----------------- | --------------------- |
| 678 пасс. | Великие Луки - Санкт-Петербург | 02:14          | 5             | 02:19             | Техническая остановка |